# Marino Berengo
Marino Berengo (Venezia, 8 novembre 1928 – Venezia, 3 agosto 2000) è stato uno storico italiano. che aprì nuove prospettive nella storia delle città italiane ed europee di antico regime, nella storia sociale, nella storia degli intellettuali e delle istituzioni culturali dell'Ottocento italiano 

## Biografia
Nato in una famiglia borghese colta, vinse il concorso per l'ammissione alla Scuola Normale Superiore di Pisa, ma dovette rinunciare a frequentare la prestigiosa istituzione per una grave malattia polmonare.
Si laureò in Lettere presso l'Università degli Studi di Firenze con Delio Cantimori, presentando la tesi Saggio di ricerche sulla struttura sociale e l'opinione pubblica degli Stati veneti (1770-1797).
Dal 1958 lavorò presso l'Archivio di Stato di Venezia, per poi passare nel 1962 alla cattedra di Storia medievale e moderna presso l'Università degli Studi di Milano: dal 1974 insegnò a Venezia.
Tra le varie altre cariche ricoperte, fu membro nazionale dal 1988 dell'Accademia dei Lincei e dal 1985 al 1994 fece parte del Comitato scientifico della Fondazione Luigi Einaudi di Torino.

## Opere

### Studi
- La società veneta alla fine del Settecento, Firenze, Sansoni, 1956. Edizioni Storia e Letteratura, Roma, 2009.
- L'agricoltura veneta dalla caduta della Repubblica all'Unità, Milano, Banca Commerciale, 1963.
- Nobili e mercanti nella Lucca del Cinquecento, Torino, Einaudi, 1965-1999.
- Intellettuali e librai nella Milano della Restaurazione, Collana Paperbacks n.114, Torino, Einaudi, 1980. Franco Angeli, Milano, 2012.
- L'Europa delle città. Il volto della società urbana tra Medioevo ed Età moderna, Biblioteca di cultura storica, Torino, Einaudi, 1999.
- Cultura e istituzioni nell'Ottocento italiano, a cura di R. Pertici, Collezione di Testi e di Studi, Bologna, Il Mulino, 2004, ISBN 978-88-15-09593-0.
- Città italiana e città europea. Ricerche storiche, a cura di M. Folin, Collana Cliopoli.Città,storia, identità n.1, Diabasis, 2010, ISBN 978-88-81-03605-9.

### Curatele
- Camillo Tarello, Ricordo d'agricoltura, Collana Piccola Biblioteca.Testi n.10, Torino, Einaudi, 1975.